# Благодійний магазин
Благодійний магазин, черитішоп (charity shop, thrift shop, thrift store, hospice shop (США, Канада), resale shop (США), op shop (Австралія/Нова Зеландія) (скорочення від «opportunity shop»), second-hand shop (Малайзія)) — роздрібний магазин, керований благодійною організацією або групою активістів для залучення коштів на конкретні цілі.
Благодійні магазини працюють за технологією соціального підприємництва, тобто займаються комерційною діяльністю з метою збору коштів на соціальні потреби. Як правило, благодійні магазини реалізовують пожертвувані населенням речі. Оскільки речі жертвуються і є можливість організувати роботу на пільгових умовах в силу благодійності проекту, продажі йдуть за низькими цінами, що дозволяє залучити до проекту безліч зацікавлених.
Зазвичай магазини перебувають на самозабезпеченні, і після того, як статті витрат закриті, прибуток спрямовується на благодійність. Статті витрат включають у себе обладнання, зарплати та оренду.

## Схема роботи благодійних магазинів
Схема, за якою працюють благодійні магазини, дає можливість приносити користь відразу декільком категоріям учасників:
- Безпосередньо благоотримувачі магазину (ті, на допомогу кому йдуть кошти — діти з проблемами здоров'я, бездомні, кинуті тварини тощо);
- Люди, котрі приносять речі в магазин, не тільки позбавляються від старих речей, а й отримують можливість зробити свій внесок у підтримку благодійного руху;
- Люди з низьким доходом — у людей є можливість придбати необхідні речі за вартістю від 3 до 20 разів нижче ринкової;
- Люди, які хотіли б узяти участь у благодійному русі — не тільки «передають» гроші нужденним, а й набувають потрібну річ;
- Благодійні магазини дружні екологічному руху, пропагуючи ідею повторного використання речей і скорочення переспоживання.

Крім того, використання вживаних предметів скорочує виробництво нових речей для населення, а отже зменшує кількість витрачених на виробництво ресурсів.
Благодійні магазини визнані дуже ефективним соціальним механізмом, тому що, на відміну від багатьох організацій, не закликають людей жертвувати гроші безпосередньо (що часто є психологічно складною дією), а пропонують насамперед придбати потрібну річ. До того ж, благодійні магазини є дуже відкритою структурою і завжди з легкістю надають звітність.

## Популярність благодійних магазинів
Благодійні магазини дуже популярні серед людей, активно залучених до суспільного життя, інтелектуалів, антиглобалістів, молоді, людей з високим достатком, а також тих, кого приваблює ідея «свідомого споживання». Крім того, частими відвідувачами магазинів стають люди з низьким доходом, які мають можливість придбати товари хорошої якості за дуже низькими цінами, і модники, що полюють за оригінальними і неповторними речами. Так, завдяки величезному вибору найнеймовірніших речей і дешевизні, покупка одягу в благодійних магазинах культивувалася ранніми панк-рокерами у США. Також одна з цільових груп магазину — люди, які розглядають придбання речей у благодійних магазинах як альтернативу глобальним брендам, що використовують «брудні технології» (робота дітей із країн «третього світу» на виробництві, експлуатація бідних).

## Речі у благодійних магазинах
Благодійні магазини продають книги, невеликі меблі, одяг, взуття, прикраси, сумки, тобто абсолютно все, що люди можуть принести туди.
У благодійних магазинах можна знайти чимало нових речей, — часто туди приносять речі, які не підійшли за розміром, перестали подобатися або були подаровані.
Благодійні магазини можуть співпрацювати із брендовими стоками і продавати речі з минулих колекцій.

## Благодійні магазини у світі

### Британія
Благодійні магазини вже впродовж 50 років успішно працюють в Британії, США та Австралії. На сьогодні тільки у Великій Британії близько 7000 благодійних магазинів, які збирають кошти для бездомних дітей, хворих на рак, кинутих тварин, бідних.
Під час Першої світової війни подібні дії зі збирання коштів відбулися, наприклад, на ринку Степферд у Лондоні.
Було зібрано 50000 фунтів для Червоного Хреста.
Один із перших благодійних магазинів Хреста було відкрито «Червоним Хрестом» на 17-й Олд Бонд-стріт у Лондоні вже в 1941 році. Понад 200 постійних і приблизно 150 тимчасових (на час війни) благодійних магазинів були відкриті Червоним Хрестом в 1941—1945-ті роки. Умова торговельної ліцензії магазину, виданої Міністерством торгівлі, полягала в тому, що всі товари, що пропонуються для продажу, повинні були бути подарунками. Купівля для перепродажу була суворо заборонена. Всі доходи від продажів мали передаватися герцогу Глостеру в Червоний Хрест і Фонд Святого Джона. Більшість приміщень були звільнені від орендної плати, але в деяких випадках власники покривали витрати на опалення та освітлення.
Деякі з перших благодійних магазинів відкрив Оксфордський комітет. Так, у грудні 1947 року на Широкій вулиці в Оксфорді був відкритий благодійний магазин «секонд-хенд» Оксфордського комітету допомоги голодуючим. На сьогодні в Оксфордського комітету допомоги голодуючим найбільшу кількість благодійних магазинів «секонд-хенд» у Великій Британії — понад 700. Магазини Оксфордського комітету допомоги голодуючим також продають книги, і організація тепер управляє більш ніж 70 спеціалізованими книжковими магазинами. Оксфордський комітет допомоги голодуючим — найбільший роздрібний продавець уживаних книг у Великій Британії. В інших філій Оксфордського комітету допомоги голодуючим також є магазини в Німеччині, Ірландії, Нідерландах та Гонконгу.
Інші благодійні магазини настільки популярні, що часто знаходяться і на головних вулицях — це британський «Серцевий фонд», «Дослідження раку Великої Британії», «Турбота про вік», «Допомога літнім», «Оксфордський комітет допомоги голодуючим», «Врятуймо дітей». Багато дитячих притулків також керують благодійними магазинами «секонд-хенд», щоб зібрати кошти.
У британських благодійних магазинах «секонд-хенд» переважно працюють неоплачені добровольці. Товари для продажу на 93% зібрані з пожертв. Зазвичай місцеві жителі приносять до магазину одяг у великих пакетах. Якщо магазин розташований у престижному районі, то серед продаваних речей можна легко знайти дизайнерський одяг хорошої якості, і благодійні магазини набувають імідж модних економічних стоків.

### Австралія
В Австралії основні національні мережі магазину включають Товариство Сен Вінсена де Пола, Армію порятунку, Червоний Хрест і Братство Святого Лоуренса. Крім того, в країні багато місцевих, релігійних та світських благодійних організацій, які управляють благодійними магазинами. Типовими серед них стали магазини, що збирають кошти на притулки для тварин.